# Pix
Pix é um modo de transferência monetária instantâneo e de pagamento eletrônico instantâneo em real brasileiro (R$). Oferecido pelo Banco Central do Brasil a pessoas físicas e jurídicas, funciona 24 horas ininterruptamente e é o mais recente meio de pagamento do Sistema de Pagamentos Brasileiro.
O projeto começou a ganhar forma em 2016, quando uma equipe de técnicos do Banco Central publicou um relatório com detalhes do projeto, mostrando a eficiência dos sistemas de pagamentos instantâneos. Em 2018, o Banco Central iniciou o processo de criação da plataforma. O sistema foi aberto a cadastramento de chaves e testes em outubro de 2020 e lançado oficialmente, de forma integral, em 16 de novembro do mesmo ano. Dois anos depois do lançamento, o Pix já contabilizava 523,2 milhões de chaves cadastradas e 26 bilhões de transações, consolidando-se como o meio de pagamento mais utilizado no Brasil. Durante o primeiro semestre de 2024, as transações via Pix atingiram R$ 29 bilhões, representando alta de 61% ante o mesmo período de 2023, segundo levantamento da Febraban.
Suas chaves de transação (conhecidas como chaves Pix) podem ser cadastradas utilizando os números do telefone celular, CPF ou CNPJ, e endereço de e-mail do usuário. Também é possível usar uma chave aleatória (sequência alfanumérica gerada aleatoriamente) para aqueles usuários que não desejam vincular dados pessoais ao Pix. A chave permite que o Sistema de Pagamentos Instantâneos (SPI) identifique os dados da conta transacional (que é uma conta de depósito à vista, conta de poupança ou conta de pagamento pré-paga) que o usuário mantém na instituição de sua escolha e que foram associados à chave Pix, realizando a transação imediatamente.
O Sistema de Pagamentos Instantâneos é a infraestrutura centralizada onde são liquidadas as transferências de fundos comandadas pelos usuários do Pix e pelas próprias instituições participantes do ecossistema Pix quando resultam em transferências de fundos que afetem as Contas de Pagamentos Instantâneos (conta PI) mantidas pelas instituições junto ao Banco Central do Brasil. Este tipo de conta é mantida no BC por um participante direto do SPI.
O nome escolhido pelo Banco Central não é sigla, mas é um termo que remete a conceitos de tecnologia, como pixel, em que a ideia é ser tão simples como um bate-papo em redes sociais, inclusive no nome. O "x" vem da variável matemática, representando as diversas possibilidades de uso do sistema.

## História
Os requisitos fundamentais que estabelecem as características básicas do sistema de pagamentos instantâneos foram estabelecidos em dezembro de 2018 pelo Banco Central do Brasil (BACEN). O objetivo do sistema é diminuir as transações com dinheiro em espécie e oferecer uma alternativa em relação aos meios de pagamento já oferecidos, como o boleto e as transações com máquinas de cartões, que seja mais rápida e barata se comparada aos já ultrapassados sistemas de TED e DOC. O presidente do órgão na época era o economista Ilan Goldfajn. Apesar de o grupo de trabalho para a implantação do sistema ter sido oficialmente estabelecido em 2018, a equipe responsável pelo projeto afirmou que o conceito da ferramenta já existia desde 2016. Em dezembro daquele ano, Goldfajn já sinalizava que o Banco Central iria lançar uma ferramenta inspirada no Zelle [en], uma plataforma de pagamentos de "pessoa para pessoa", anunciada pouco antes nos Estados Unidos pela fintech Early Warning Services. Goldfajn declarou na época que novas tecnologias estavam revolucionando o sistema financeiro, com formas de pagamento mais eficientes. Naquele ano, a equipe técnica do Banco Central publicou um relatório no âmbito do Banco de Compensações Internacionais sobre a eficiência dos sistemas de pagamentos instantâneos, com detalhes do projeto. As discussões continuaram em 2017, com estudos em parceria com o mercado financeiro e outros bancos centrais. Depois dos estudos de viabilidade, os técnicos do Banco Central concluíram que implantar esse novo sistema de pagamentos instantâneos iria "aumentar a competição, eficiência, segurança e inclusão no sistema de pagamentos brasileiro". A proposta foi avaliada pela diretoria colegiada do BC e aprovada por Goldfajn. Em maio de 2018, o banco instituiu o grupo de trabalho "Pagamentos Instantâneos", que determinou as especificações básicas do sistema. Em dezembro, ainda durante a gestão de Goldfajn (que deixaria a presidência do Banco Central em fevereiro de 2019), o BC publicou um relatório definindo os requisitos fundamentais para uma eventual implementação do novo sistema de pagamentos. No relatório, o então diretor de política monetária do Comitê de Política Monetária, Reinaldo Le Grazie, descrevia o sistema como "um método de transação bancária eficiente, competitivo, seguro e inclusivo".
A marca Pix foi lançada em 19 de fevereiro de 2020 pelo BACEN, junto a material informativo para a população. O novo meio de pagamento passou a permitir transações como transferências e pagamentos, incluindo de contas, em até dez segundos. Tal qual determinado no comunicado nº 34.836 do BCB, originalmente, o sistema estava previsto de ser disponibilizado para a população a partir de novembro de 2020 através de bancos, fintechs e serviços de comércio eletrônico, porém, no dia 5 de outubro de 2020, o sistema foi lançado oficialmente e disponibilizado pelos primeiros bancos para fins de testes. O sistema de pagamento começou a funcionar plenamente em 16 de novembro de 2020.

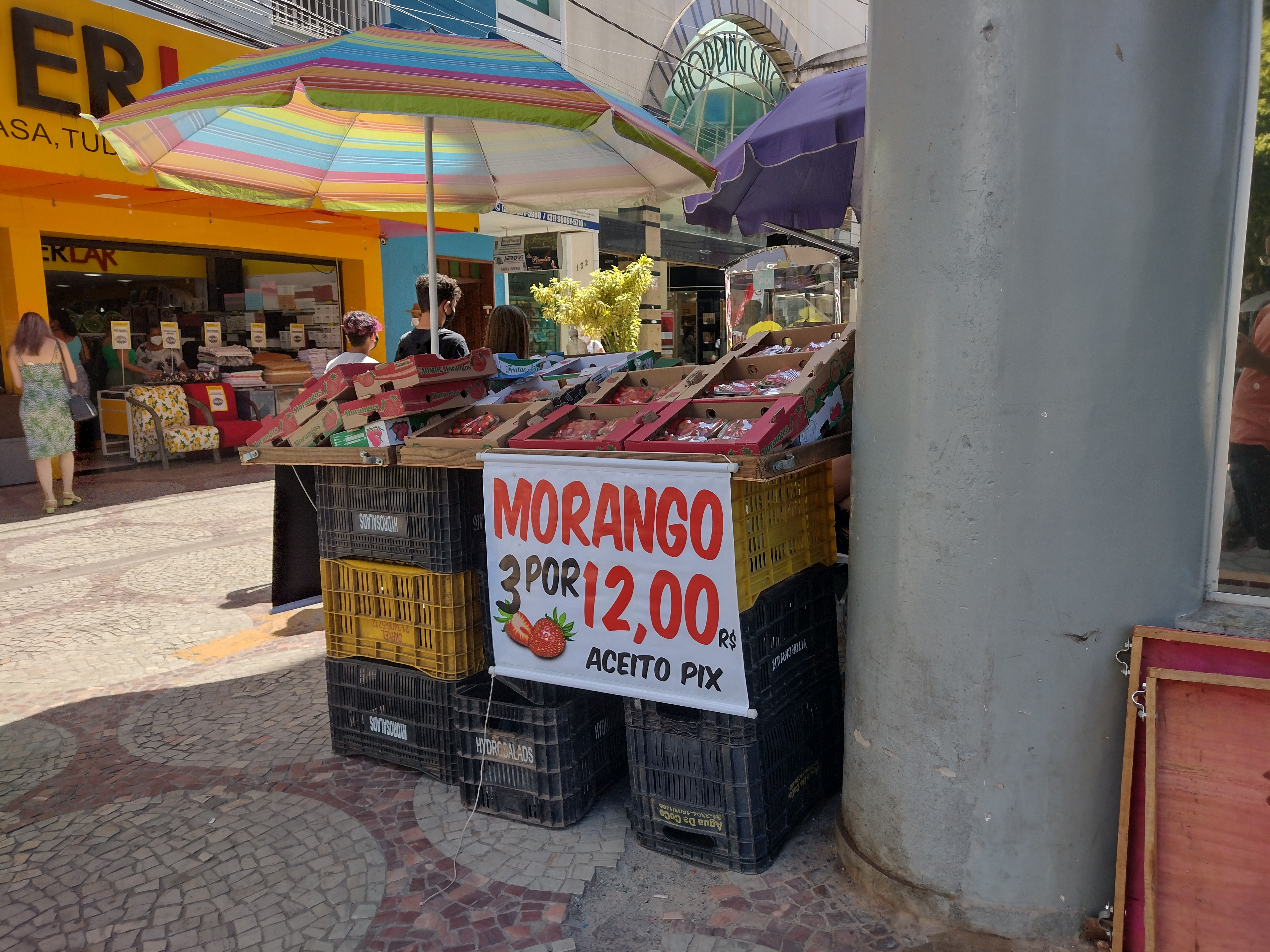
Pix também costuma ser aceito por vendedores ambulantes

Segundo levantamento realizado pela FGVcemif & Toluna em fevereiro de 2021, em cem dias após a sua adoção, o Pix era conhecido por grande parte dos brasileiros e mais de 70% dos que conheciam o novo sistema de pagamento cadastraram ao menos uma chave de acesso. Ainda de acordo com a pesquisa, o custo (inicialmente gratuito) do Pix ainda não era o maior motivador para o uso, mas que o principal interesse estava relacionado à facilidade e rapidez do sistema de pagamento.
Em 2021, foram adicionadas diversas funcionalidades ao Pix. Em 16 de novembro, aniversário de um ano do sistema, passou a valer o Mecanismo Especial de Devolução. A finalidade da ferramenta é ajudar no combate a fraudes. Já em 29 de novembro, também foram adicionadas as modalidades de Pix Saque e Pix Troco para trazer mais praticidade para pessoas físicas e comércio.

### Investigação dos Estados Unidos liderada por Donald Trump
Em meados de julho de 2025, o governo dos Estados Unidos iniciou uma investigação formal sobre o Pix, sob suspeita de práticas comerciais digitais discriminatórias e favorecimento a sistemas nacionais, possivelmente prejudicando empresas americanas como Visa e Mastercard.
Esse caso faz parte de um movimento mais amplo dos Estados Unidos para reforçar seu sistema de pagamentos instantâneos, o FedNow, e avaliar lições aprendidas com o Pix, que detém mais de 150 milhões de usuários e é reconhecido por sua adoção massiva na economia brasileira.
Em julho de 2025, o economista Paul Krugman, ganhador do prêmio Nobel, elogiou o Pix e sugeriu que, com ele, o Brasil pode ter inventado o "futuro do dinheiro", pois o sistema de pagamentos brasileiro está "realmente alcançando o que os defensores das criptomoedas alegavam, falsamente, ser capazes de entregar". Essa declaração veio na semana seguinte ao início da investigação pelo governo dos Estados Unidos sobre o Pix, sob alegação de concorrência desleal; segundo Krugman, o setor financeiro norte-americano concentra grande poder e jamais permitiria que um sistema público superior competisse com seus produtos. O professor de finanças da Fundação Getulio Vargas, Fabio Gallo, sobre essa investigação afirmou que o Pix está inspirando outros países a desenvolverem suas próprias soluções, enfraquecendo assim o dólar. Segundo ele, Donald Trump não teme o Pix em si, mas o que ele representa: o "fim do monopólio financeiro ocidental", no qual os Estados Unidos não são mais capazes de rastrear, tributar ou bloquear transações. O presidente brasileiro Luiz Inácio Lula da Silva disse que Trump está "incomodado com o Pix" porque ele "vai acabar com os cartões de crédito"; segundo a Folha de S.Paulo, membros do governo brasileiro vinculam a pressão estadunidense ao lobby das big techs e das empresas de cartão de crédito, como Visa e Mastercard. Em 25 de julho de 2025, a administração de Lula também planejava lançar uma campanha "massiva" em defesa do Pix, com transmissão em rádio e TV, reforçando o slogan "O Pix é do Brasil" e associando o sistema à soberania nacional.

## Funcionamento

### Chave Pix
As chaves são utilizadas para vincular as informações do usuário à transferência bancária. Existem quatro tipos de chaves: CPF ou CNPJ, endereço de e-mail, número de telefone celular e uma chave aleatória gerada pelo sistema. A mesma chave não pode ser utilizada em contas diferentes, devendo ser necessário cadastrar chaves diferentes para cada conta da qual a pessoa é titular, como, por exemplo, o CPF em uma instituição A, e-mail em uma instituição B ou número de telefone celular na instituição C, não sendo possível o uso do CPF, mesmo número de telefone ou e-mail em mais de uma instituição. As pessoas físicas podem criar até cinco chaves para cada conta da qual é titular, enquanto as pessoas jurídicas podem criar até vinte chaves. As chaves aleatórias evitam que informações pessoais sejam transmitidas durante a transação, e podem ser apagadas a qualquer momento.
Alternativamente, é possível realizar pagamentos por Pix por QR Code, que dividem-se em QR Code estático, onde o valor ou tipo de transação estão "congelados" (muito utilizado por MEIs) e o QR Code dinâmico, utilizado para transferências individuais. Também é possível realizar o pagamento por Pix por Near Field Communication (NFC).
Existe grande confusão de que a pessoa para receber uma transferência via Pix precisa ter uma chave gerada, porém é possível utilizar os dados bancários de maneira igual a TED e enviar a transferência via Pix, sendo necessário nesse caso que quem envia coloque o número do banco, da agência, da conta e do CPF (ou CNPJ) para realizar a transação. Portanto, a chave é mero facilitador e não uma necessidade.

### Sistema de pagamento
A maior vantagem do Pix é a exclusão de intermediários durante uma transação, como as máquinas de cartão e cartões de crédito ou débito, tornando a transferência praticamente instantânea. A princípio, o sistema tinha duas maneiras de funcionamento diferentes: pagamento entre pessoas físicas e entre pessoas físicas e jurídicas. Em ambos, aquele que paga utilizará a chave Pix daquele que recebe para fazer a transferência (que no caso de pessoas físicas pode ser um código QR, um link de pagamento, o código da chave Pix ou algum dado pessoal como CPF, numero de telefone ou e-mail do receptor, já no caso de pessoa jurídica pode ser um código QR ou o código da chave Pix do estabelecimento). As transações do sistema são feitas através do Sistema de Pagamentos Instantâneos (SPI), com as mensagens sendo enviadas em XML através da Interface de Comunicação do SPI (ICOM). Já o Diretório de Identificadores de Contas Transacionais (DICT) faz a gestão das chaves e outras formas de pagamento. A API Pix pode ser usada para auxiliar na integração de instituições financeiras e de pagamento.
Além do Pix Tradicional, o sistema possui diversas modalidades. No Pix Parcelado, é possível pagar parcelado com cartão de crédito. No Pix Saque, é possível realizar saques bancários através do sistema. No Pix Troco, é possível que o cliente receba parte do dinheiro de volta em uma transação. No Pix Cobrança, é possível realizar cobranças, servindo de alternativa para o boleto bancário. O Pix Garantido será uma alternativa de parcelamento. O Pix Automático permitirá a que o usuário agende pagamentos para pessoas físicas. Já o Pix Agendado Recorrente funcionará para pessoas jurídicas.

### Taxas
Por determinação do Banco Central as contas de pessoa física, MEIs e EIs não podem sofrer cobranças tanto para envio (com as finalidades de transferência e de compra) quanto para recebimento através do Pix (com finalidade de transferência). O custo para as instituições financeiras cobrado pelo Banco Central é de R$ 0,01 a cada 10 créditos em conta Pagamentos Instantâneos (conta PI) própria em função da liquidação de ordem de pagamento instantâneo.
Esta restrição porém não atinge o resto das empresas que podem sofrer cobranças a critério exclusivo de seu banco, já instituídas por bancos como Itaú, Bradesco, Santander e Banco do Brasil.

## Popularidade
Após seu lançamento, o Pix se tornou um meio de pagamentos muito utilizado, ultrapassando em pouco tempo outras tecnologias, como cheques, boletos e até mesmo cartões de crédito e débito. 
A utilização do Pix – o serviço brasileiro de pagamentos instantâneos – já supera a de outros meios de pagamentos mais antigos, como DOC, TED e boleto bancário. A constatação foi feita nesta quinta-feira, 20, pelo Banco Central por meio do documento “Pix: O novo meio de pagamento brasileiro”.
Em 2023, esta forma de pagamento alcançou a marca de 152 milhões de usuários cadastrados. Isso significa que 7 em cada 10 brasileiros utilizam ou têm interesse em utilizar o Pix.
Além disso, no primeiro trimestre de 2024, lojistas da plataforma de e-commerce da Nuvemshop registram que o Pix representou quase metade de todas as compras realizadas, atingindo 46% do total. O cartão de crédito ficou em segundo lugar, com 44% dos pedidos pagos.
O sistema de pagamento também tem sido utilizado em alguns locais da Argentina, devido a desvalorização do peso argentino e à grande quantidade de turistas brasileiros, evitando a necessidade de conversão de moeda e as taxas relacionadas. Serviços globais como a Wise também aceitam e realizam pagamento em Pix. Também tem sido utilizado em outros países, como Espanha e Portugal.
Em junho de 2025 atingiu um novo recorde, quando foram realizadas 276,7 milhões de transferências via Pix em um único dia.

## Golpes, fraudes e problemas
Por facilitar a transferência de dinheiro, o Pix também facilitou a transferência fraudulenta de dinheiro. Diversos golpes são divulgados pela mídia como "golpes do Pix", pois utilizam a ferramenta, apesar de não serem associados diretamente ao Pix em si. É possível pedir reembolso do valor transferido, caso comprovada a fraude, através do Mecanismo Especial de Devolução (MED). A vítima do golpe deve registrar pedido de devolução na instituição bancária em até 80 dias da realização do Pix. Em setembro de 2024, o BC introduziu um alerta para transações atípicas. No entanto, conforme advertem pesquisadores, o MED apenas é viável quando o dinheiro permanece na conta destino, o que não ocorre na maioria dos casos de crimes cibernéticos, em que a única alternativa está na aplicabilidade das medidas assecuratórias per saltum pela polícia judiciária.
O Pix proporcionou um ressurgimento dos sequestros-relâmpago, modalidade de crime até então "adormecida". Quadrilhas especializadas sequestram vítimas para forçá-las a fazer transferências bancárias de grande valor por meio do Pix. Para combater isso, o Banco Central, em agosto de 2021, anunciou algumas medidas de segurança no aplicativo. Dentre elas, a mais importante é o limite de mil reais para transferências realizadas à noite.
Outro problema relacionado ao uso do Pix é o envio de dinheiro para uma conta errada. Nessas situações, quem enviou pode solicitar a devolução do dinheiro. A não devolução pode ser considerada enriquecimento sem causa e apropriação indevida de valores, que pode resultar no crime de apropriação. Em 2022, um advogado recebeu um Pix errado da Rede Globo no valor de R$ 318 mil, e foi condenado a devolver o valor.

### Operações policiais
Em 5 de julho de 2022, a Polícia Civil do Distrito Federal prendeu um jovem de 22 anos na Cidade Ocidental acusado de aplicar o golpe do Rei do Pix. Em 24 de maio de 2023, a Polícia Civil de São Paulo prendeu 17 pessoas que faziam parte de uma quadrilha que usava a força para obrigar transferências por Pix. Eles agiam em Santo André, São Bernardo do Campo, Mauá, Ribeirão Pires e Mongaguá. Em 13 de junho, a Polícia Civil prendeu doze pessoas na Operação Rei do Pix. Elas foram acusadas de integrar uma quadrilha homônima que roubava imóveis e exigia senhas para transferências e empréstimos. O líder da quadrilha, Hércules Reinan de Oliveira, havia sido preso no início do mês na Vila Prudente.

### Lista parcial de golpes
| Golpe                      | Descrição | Ref           |
| -------------------------- | --- | ------------- |
| Atendimento bancário falso | O criminoso se passa por atendente de banco e pede para a vítima criar uma chave no Pix. Em seguida, pede uma transferência para teste. | [ 64 ]        |
| Bug do Pix                 | O criminoso divulga fake news sobre uma suposta falha no Pix, onde o participante ganharia dinheiro após transferir para determinadas contas. | [ 64 ]        |
| Comprovante falso          | O criminoso emite um comprovante de pagamento falso para evitar realizar um pagamento. | [ 65 ]        |
| Pirâmide financeira        | O criminoso oferece pagamentos via Pix mediante o cumprimento de determinadas tarefas, geralmente ligadas ao marketing digital. Quando a vítima é convidada para entrar no esquema, ela precisa realizar pagamentos cada vez maiores para "evoluir" nas tarefas e resgatar os ganhos. | [ 66 ]        |
| Pix errado                 | O criminoso transfere o dinheiro para uma conta e entra em contato pedindo o dinheiro de volta, mas utilizando outra chave. Assim, além do dinheiro retornado pela vitima, é possível usar o MED para solicitar o dinheiro de volta pelo banco. | [ 67 ]        |
| Pix Agendado falso         | O criminoso envia uma imagem falsa ou cortada de um Pix Agendado para evitar realizar um pagamento. | [ 68 ]        |
| QR Code falso              | O criminoso pede doações através de QR Codes em, por exemplo, livestreams falsas. | [ 64 ]        |
| Quiz do Pix                | O criminoso oferece um pagamento via Pix caso algumas perguntas sejam respondidas, porém a url enviada é maliciosa e rouba os dados da vítima. | [ 69 ]        |
| Rei do Pix                 | O criminoso afirma que realizou algum ato fraudulento, como a clonagem de cartões de crédito, e que precisa de uma conta para transferir o dinheiro. A pessoa realiza uma transferência esperando que o dinheiro retorne multiplicado, porém isto nunca ocorre. Neste caso, a vítima também pode ser enquadrada por estelionato. Uma versão particularmente popular deste golpe foi o Urubu do Pix. O esquema é conhecido por outros nomes, como "Pix Online", "Esquema do Pix", "Pix do Dia", entre outros. | [ 70 ] [ 71 ] |
| WhatsApp clonado           | O criminoso pede dinheiro pelo Pix para conhecidos se passando pela vítima. | [ 64 ]        |

## Impacto nacional e internacional

### Uso político
Em 2022, Jair Bolsonaro afirmou falsamente que teria sido responsável pela criação do Pix. Na verdade, o conceito do meio de pagamento foi projetado em 2016 e teve suas principais diretrizes definidas em 2018, ainda durante a gestão de Michel Temer. A desinformação foi transmitida no horário eleitoral obrigatório, veiculada na plataforma de anúncios do Google e disseminada em redes sociais.
Em duas oportunidades, o Sindicato Nacional dos Funcionários do Banco Central (Sinal) repudiou o uso eleitoral do Pix por parte de Bolsonaro e atribuiu a criação do meio de pagamento aos analistas e técnicos do Banco Central do Brasil.

### Uso social
Algumas pessoas passaram a enviar quantias muito pequenas de dinheiro para usar o Pix como mensageiro instantâneo. Também é possível enviar códigos de html pela plataforma. Parte dessas mensagens são usadas para a paquera. Por vezes, o Pix é usado quando uma pessoa perde o contato por ser bloqueada de todas as redes sociais. Ainda, alguns usuários compartilham sua chave do Pix em redes sociais como o Twitter para receber dinheiro e flertes. Os usuários que assim procedem foram apelidados de pixsexuais, e a plataforma foi apeliadada de PixTinder. O Banco Central pronunciou-se dizendo que “O PIX é um meio de pagamento, não uma rede social”. Também afirmou que não há como bloquear usuários, mas é possível desativar as notificações para não ser incomodado com as mensagens. Ainda, alertou dos riscos de vazamento de dados sensíveis ao compartilhar a chave pela internet.
A possibilidade de enviar uma mensagem sabendo apenas o CPF da pessoa, caso ele tenha sido registrado como chave Pix, permite que o serviço auxilie na devolução de documentos perdidos. Basta enviar um Pix para a chave do CPF explicando onde o documento pode ser encontrado.

### Reconhecimento internacional
O Pix é considerado uma revolução nos sistemas de pagamentos mundiais. Segundo o vencedor do Nobel da Economia de 2008, Paul Krugman, o Pix pode ser considerado o futuro do dinheiro. O economista também completou dizendo: “Outras nações podem aprender com o sucesso do Brasil no desenvolvimento de um sistema de pagamento digital. Mas os Estados Unidos provavelmente permanecerão presos a uma combinação de interesses pessoais e fantasias cripto.”